# Ered Nimrais
Pour les articles homonymes, voir Montagnes Blanches.
Les Ered Nimrais (« Montagnes Blanches » en sindarin) sont une chaîne de montagne de la Terre du Milieu, monde imaginaire issu de l'œuvre de J. R. R. Tolkien.
Orientée ouest-est, cette chaîne longue de plus de 1 300 kilomètres constitue l'épine dorsale du Gondor puis, après l'indépendance du Rohan, une partie de la frontière entre les deux royaumes. Un arc s'en sépare vers le nord et les Monts Brumeux, dont ils sont séparés par la Trouée de Rohan. Il n'existe pas de col permettant de les franchir.
Ses crêtes notables incluent Irensaga  et Starkhorn.  Entre ces deux crêtes, le Dwimorberg, entrée du Chemin des Morts. À l'extrémité est, la ville de Minas Tirith est surplombée par le Mindolluin. Les feux d'alarme du Gondor sont placés sur sept des crêtes de la chaine : Amon Dîn, Eilenach, Nardol, Erelas, Min-Rimmon, Calenhad et Halifirien.
Plusieurs cours d'eau prennent leur source dans les Montagnes Blanches. Parmi eux, l'Adorn (un affluent de l'Isen), la Snowbourn et le Mering (un affluent de l'Entalluve), et, sur le versant sud, l'Erui, un affluent de l'Anduin, le Ringló et de son affluent Ciril, ainsi que le Morthond et les cinq fleuves qui donnent leur nom au Lebennin.
Au Second Âge, les Montagnes Blanches étaient peuplées par des humains apparentés aux Dunlendings. Ils ont juré allégeance à Isildur, mais l'ont trahi et ce dernier les a alors maudits  Ils sont restés dès lors connus sous le nom d'Armée des morts. Avant eux, les Montagnes Blanches étaient aux Drúedain, mais ceux-ci, traqués et tués par les autres hommes, ne subsistaient plus à la fin du Troisième Âge que dans la forêt de Druadan et dans les étendues désolées du Drúwaith Iaur.